# Bab the Fixer
Bab the Fixer è un film muto del 1917 diretto da Sherwood MacDonald.

## Trama
John Porter, un agente di borsa, persa la sua intera fortuna per delle speculazioni sbagliate, lascia la costa occidentale per trasferirsi nel West insieme alla moglie e a Bab, la loro bambina. Dieci anni dopo, Bab è diventata una vera ragazza del West ma sua madre vorrebbe che lei diventasse una signorina elegante e raffinata. Quando nei loro terreni viene scoperto il petrolio, la signora Porter ne approfitta per spedire all'Est la figlia, che nel frattempo si è innamorata del vicino di casa, Richard Sterling. Lì, la ragazza dovrà finire i suoi studi e imparare il bei modi tanto apprezzati dalla madre.
Ritornata a casa per le vacanze, Bab scopre che i genitori si sono separati. La ragazza decide di sistemare tutto lei: comincia con il riconciliare mamma e papà per poi completare l'opera sposando Richard.

## Produzione
Il film fu prodotto dalla Horkheimer Studios (Balboa Amusement Producing Company). Venne girato a Long Beach, cittadina californiana dove la casa di produzione aveva la sua sede.

## Distribuzione
Distribuito dalla Mutual Film, il film uscì nelle sale cinematografiche USA il 13 agosto 1917.
Non si conoscono copie ancora esistenti della pellicola che viene considerata presumibilmente perduta.